# Elsa Neumann

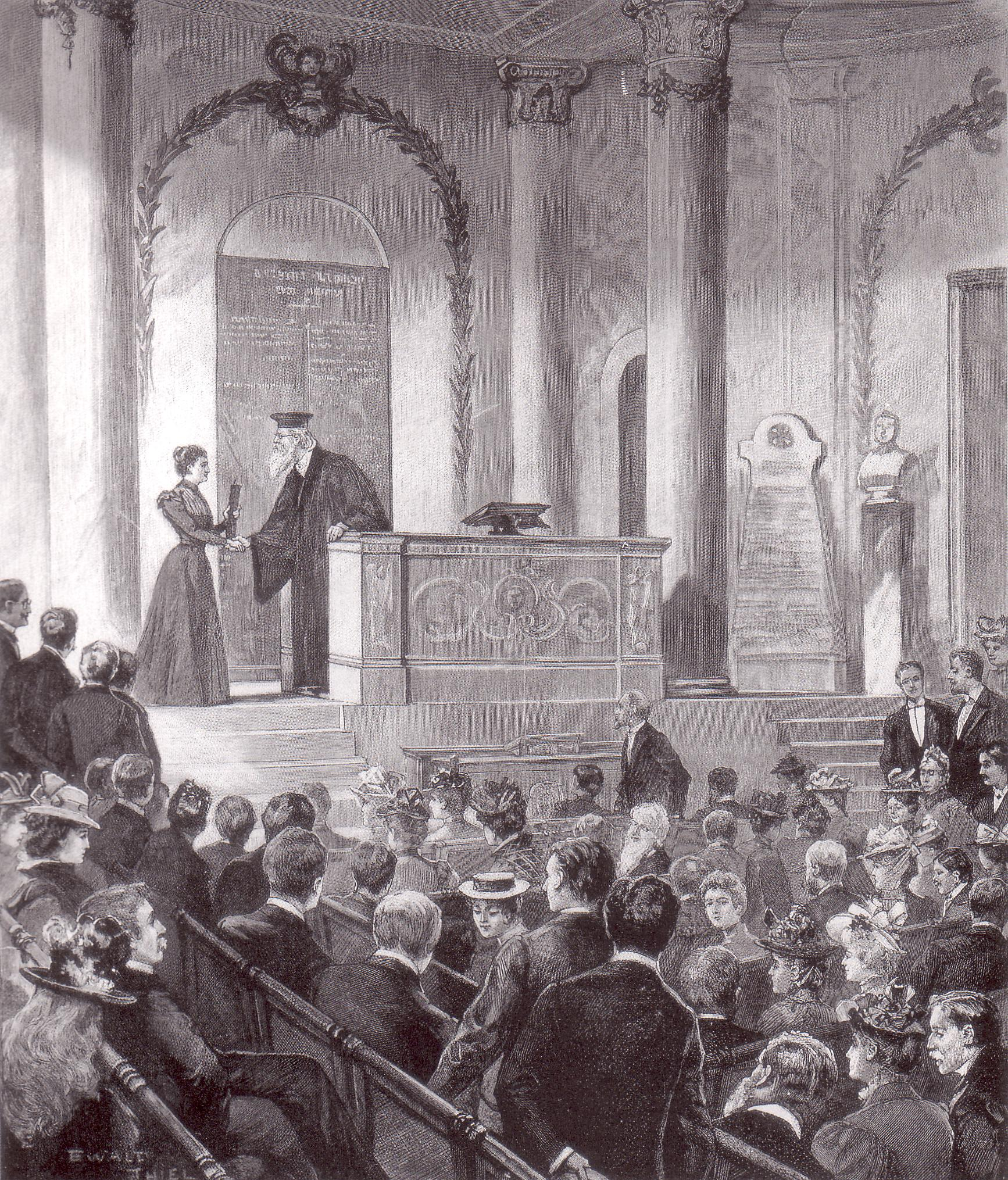
Promotion von Else Neumann an der Universität Berlin 1899. Stich nach Zeichnung von Ewald Thiel.

Elsa Neumann (auch Else; * 23. August 1872 in Berlin; † 23. Juli 1902 ebenda) war eine deutsche Physikerin. Im Jahre 1899 wurde sie als erste Frau im Fach Physik an der Berliner Universität promoviert.

## Beruflicher Werdegang
Elsa Neumann war die Tochter von Anna Meyer (1842–1912), die am 2. Juni 1863 in Berlin den Bankier Marcus, genannt Max Neumann (1823–1901) geheiratet hatte. Mütterlicherseits war sie die Enkelin der Schriftstellerin Rahel Meyer, geb. Weiß. Sie hatte mehrere Geschwister. Einer ihrer Brüder war der Ornithologe und Afrikareisende Oscar Neumann.
Als Frau blieb Elsa Neumann in ihrem Heimatland der Zugang zu höherer Bildung generell verwehrt. Im Jahre 1890 absolvierte sie daher zunächst die Lehrerinnenprüfung, eine Ausbildung, die zur damaligen Zeit keine höhere Bildung verlangte und vom Stellenwert her unterhalb des Realgymnasiums angesiedelt war. In der Folge nahm sie bei verschiedenen Professoren Privatunterricht, um sich die für ein Studium notwendigen Kenntnisse anzueignen. Ab 1894 studierte sie neun Semester Physik, Mathematik, Chemie und Philosophie an den Universitäten in Berlin und Göttingen. Da Frauen in Preußen zu diesem Zeitpunkt ein reguläres Universitätsstudium noch untersagt war, musste sie von jedem Professor besondere Erlaubnis einholen, bei ihm Vorlesungen besuchen zu dürfen.
Die Physik-Professoren Emil Warburg und Max Planck, der auch ihr Gutachter der Dissertation war, gehörten zu ihren einflussreichsten Förderern. 1898 erhielt sie mit spezieller Erlaubnis des Kultusministeriums die Genehmigung zur Promotion, die sie noch im selben Jahr cum laude abschloss; die feierliche Promotion fand am 18. Februar 1899 statt. Ihre Arbeit Über die Polarisationskapazität umkehrbarer Elektroden wurde 1899 in der angesehenen Fachzeitschrift Annalen der Physik (Bd. 62) veröffentlicht.
Damit gehörte sie zu denjenigen 22 Promovendinnen, die mit Ausnahmegenehmigung eine Promotion ablegen konnten, neun Jahre bevor Frauen in Preußen ab dem Jahr 1908/1909 überhaupt erstmals regulär studieren durften, und war die erste Promovendin in Physik.
Schon vor Neumanns Promotion beantragten Warburg und Planck ihre Aufnahme in die Deutsche Physikalische Gesellschaft (DPG), womit sie die erste Physikerin in der DPG wurde.
Von 1899 bis 1900 war sie Gasthörerin am Cavendish Laboratory in Cambridge. Noch Ende Juni 1902 wurde sie Mitglied der Mannschaft eines Zeppelin-Flugschiffes, einer Flugindustrie, die sich damals gerade etablierte, und nahm zusammen mit Ferdinand von Zeppelin und Adolf Miethe (1862–1927) von der TH Charlottenburg nebst anderen Wissenschaftlern an einem Flug teil.
Aufgrund der schlechten Berufsaussichten für promovierte Frauen an akademischen Einrichtungen arbeitete Elsa Neumann ab 1899 als Privatgelehrte und führte ihre Forschungen, da Frauen an den staatlichen Einrichtungen nicht arbeiten und forschen durften, in dem chemischen Privat-Laboratorium von Arthur Rosenheim und Richard Joseph Meyer durch, das sich seit 1891 in der Chausseestraße 2e in Berlin befand.
Elsa Neumann starb am 23. Juli 1902 an den Folgen eines Unfalls beim Experimentieren mit Blausäure.

## Engagement
Elsa Neumann war sich ihrer Ausnahmeposition und ihrer medialen Popularität bewusst und engagierte sich für die Durchsetzung des Frauenstudiums in Preußen. Obwohl oder weil sie aus vermögendem Elternhaus kam, war ihr bewusst, dass das Frauenstudium wirtschaftlich unterstützt werden musste. Sie war am 26. April 1900 Gründerin, erste Vorsitzende und später Ehrenmitglied des Vereins zur Gewährung zinsfreier Darlehen an studierende Frauen. Der Verein hatte sich am 30. April 1900 beim Amtsgericht I in Charlottenburg eintragen lassen. Im Statut definierte er im Paragraph 3: „Der Zweck des Vereins ist, studierenden Frauen durch Gewährung von zinsfreien Darlehen das Studium zu erleichtern und die Ablegung eines Abschlußexamens zu ermöglichen.“ Elsa Neumann war von April 1900 bis März 1902 die 1. Vorsitzende und wurde im März 1902 „als Ehrenmitglied mit dem Recht an den Vorstandsverhandlungen teilzunehmen“ aufgenommen. Ab 1902 war die Mikrobiologin Lydia Rabinowitsch-Kempner (1871–1935) die 1. Vorsitzende. Sie übte dieses Amt bis 1930 aus, d. h. zumindest solange der Verein über nennenswerte Mittel verfügte. Er wurde am 26. März 1930 faktisch neu gegründet; das Vermögen betrug nur noch 3000 Mark. Lydia Rabinowitsch-Kempner war laut Protokoll 1934 noch „Ehrenmitglied“. Ihr Tod am 3. August 1935 kam ihrem Ausschluss auf Grund der rassistischen NS-Gesetze zuvor.

## Ehrungen und Auszeichnungen
Ihre Mutter stiftete nach dem Tod ihrer Tochter den Elsa-Neumann-Preis, der jeweils am 18. Februar eines Jahres für die beste mathematisch-physikalische Arbeit der Universität Berlin verliehen werden sollte, ausdrücklich unabhängig von Geschlecht oder Religion des Verfassers. Die insgesamt zwölf Träger des von 1906 bis 1918 verliehenen Preises waren allerdings allesamt männlich. Ein bekannter Preisträger ist der Kernphysiker Walther Bothe.
Das Land Berlin vergibt seit Juli 2010 an besonders qualifizierte Nachwuchskräfte Promotionsstipendien und Sonderzuwendungen als „Elsa-Neumann-Stipendium des Landes Berlin“.
Es gibt in mehreren Städten, unter anderem in Braunschweig, Emden und Monheim, Straßen, die nach ihr benannt sind.
In Würdigung ihrer Leistungen als Wissenschaftlerin wurde ihr anlässlich der Wissensstadt Berlin 2021 im Rahmen der Ausstellung „Berlin – Hauptstadt der Wissenschaftlerinnen“ eine Ausstellungstafel gewidmet. Zudem trägt seit 2023 ein neues Gebäude auf dem Campus der Berliner Hochschule für Technik (BHT) ihren Namen.